# Torre Nabàs
La torre Nabàs, llamada también torre de Pere Joan, torre Návas, torre Navás, se ubica entre campos de cultivo, cerca de la Torre Bulc o Bertrán, a escasos metros de la carretera a Villafranca del Cid se encuentra en el municipio de Benasal, en la comarca del Alto Maestrazgo, en la provincia de Castellón. Se trata de un monumento catalogado como Bien de Interés Cultural, según consta en la Dirección General de Patrimonio Artístico de la Generalidad Valenciana, con número de anotación ministerial R-I-51-0010793, y fecha de anotación 3 de junio de 2002.

## Historia
La torre, fue construida (posiblemente en 1588, como evidencia una inscripción) por Pedro Bertrán, el cual vivió en la masía de la Rambla, en la vecina villa de Ares en 1507. Con posterioridad pasó de mano en mano, primero se vendió a los Fabregats de Berola, estos al Cavaller (Mayorazgo de Miralles), y este la vendió a los Nabàs, ante Cayetano Pitarc, notario en 1707. La familia Nabàs o Navás, fue uno de los linajes benasalenses que recoge Salvador Roig en su diccionario genealógico de Benasal. Varios de sus miembros fueron familiares del Santo Oficio. De hecho, en la Torre nació en 1794 Mosén Salvador Roig Moliner, erudito y Antonio Roig célebre alcalde de los años 1833 y siguientes.

## Descripción
La torre es de planta cuadrada y está construida con sillares en las esquinas y fábrica de sillarejo. Su cubierta es plana y presenta almenas, con una pequeña ventana adintelada en su fachada lateral. La torre tiene adosada una gran masía de fachada principal construida en sillería, destacando el arco adovelado de su puerta de acceso. Sobre la puerta se encuentra la ventana principal con arco y repisa moldurada. Junto a la puerta principal hay otra puerta de similar tamaño con arco rebajado, además en esta fachada se abren tres pequeñas ventanas y dos pequeños huecos pertenecientes a la cambra.
Por su parte, la masía posee una cubierta a dos aguas de teja árabe, que además, en su parte posterior se prolonga sobre el cuerpo adosado en su parte trasera, de inferior altura, conformando un poderoso faldón.